# Varni (Haapsalu)
Koordinaten: 58° 50′ N, 23° 32′ O
Varni ist ein Dorf (estnisch küla) in der Stadtgemeinde Haapsalu (bis 2017: Landgemeinde Ridala) im Kreis Lääne in Estland.
Der Ort hat heute keine Einwohner mehr (Stand 31. Dezember 2011). Das Dorf liegt direkt an der Ostsee-Bucht von Topu (Topu laht).